# Fachkraft für Automatenservice
Die Fachkraft für Automatenservice ist ein staatlich anerkannter Ausbildungsberuf nach Berufsbildungsgesetz.

## Ausbildungsdauer
Die Ausbildungszeit zur Fachkraft für Automatenservice beträgt in der Regel zwei Jahre. Die Ausbildung erfolgt an den Lernorten Betrieb und Berufsschule. 

## Arbeitsgebiete
Fachkräfte für Automatenservice sind in Unternehmen der Automatenwirtschaft insbesondere in folgenden Bereichen tätig: Waren-, Getränke- und Verpflegungs-, Geld- und Bank-, Ticket-, Telefon-, Zeiterfassungs- sowie Unterhaltungsautomaten. Sie können auch bei  Automatenbetreibern wie Verkehrsunternehmen, Parkhausbetrieben, gastronomische Betrieben, Geldinstituten, Spielstättenbetreibern und Freizeiteinrichtungen beschäftigt sein.

## Struktur des Berufes
Die beiden Ausbildungsjahre der Fachkraft für Automatenservice sind identisch mit den ersten beiden Ausbildungsjahren des dreijährigen Ausbildungsberufes Automatenfachmann, der im gleichen Zug entstanden ist.
Ein Auszubildender, der den zweijährigen Ausbildungsberuf erfolgreich abgeschlossen hat, kann die Ausbildung im dritten Ausbildungsjahr zum Automatenfachmann fortsetzen. Dabei können die erzielten Leistungen im zweijährigen Beruf als Teil 1 der Gestreckten Abschlussprüfung im dreijährigen Beruf angerechnet werden.

## Berufliche Fähigkeiten
Fachkräfte für Automatenservice
- stellen betriebsfertige Automaten auf und schließen sie an
- leeren und befüllen Automaten
- prüfen die Warenbestände und ergänzen sie
- führen Automatenabrechnungen und Kassenabschlüsse durch
- prüfen Zahlungsmittel und Waren
- reinigen und warten Automaten und tauschen Bauteile aus
- überprüfen die Funktion von Automaten
- erkennen Störungen und deren Ursachen, dokumentieren und beheben sie
- erklären Kunden die Funktion von Automaten und weisen sie in die Bedienung ein
- ermitteln Bedarf an Waren und Ersatzteilen
- führen Informations- und Beratungsgespräche durch
- ermitteln Konsumverhalten und Konsumbedarf
- empfehlen Standorte für Gerätetypen
- bearbeiten Reklamationen
- wirken bei Werbeaktionen mit
- wenden rechtliche Vorschriften bei Aufstellung und Betrieb von Automaten an
- analysieren Arbeitsvorgänge im eigenen Arbeitsbereich und verbessern sie

## Erprobungsverordnung
Die Fachkraft für Automatenservice ist gemeinsam mit dem dreijährigen Ausbildungsberuf Automatenfachmann in der Ausbildungsordnung über die Berufsausbildung in der Automatenwirtschaft verordnet worden. Da mit den beiden Ausbildungsberufen neue Branchen angesprochen wurden, ist die Ausbildungsordnung zunächst bis zum 31. Juli 2013 befristet. In dieser Zeit werden der Bedarf und der Zuschnitt des Ausbildungsberufes geprüft und ggf. angepasst. Das Bundesinstitut für Berufsbildung (BiBB) hat zu diesem Zweck ein Entwicklungsprojekt ins Leben gerufen. Ziel ist, „Informationen über die erprobte Struktur und die erprobten Inhalte der [...] Verordnung zu sammeln und zu bewerten. Damit verbunden ist eine Analyse zur Etablierung des Berufs. Auf diesem Wege werden Erkenntnisse für eine Entscheidung darüber gewonnen, ob die Erprobungsverordnung in Dauerrecht überführt werden soll und welche Modifikationen in diesem Fall vorzunehmen sind.“.

## Zwischen- und Abschlussprüfung
Die berufliche Handlungskompetenz wird in diesem Beruf durch eine konventionelle  Zwischen- und  Abschlussprüfung feststellt. 

### Zwischenprüfung
Die Zwischenprüfung soll zu Beginn des zweiten Ausbildungsjahres stattfinden. Im Prüfungsbereich Servicearbeiten soll der Auszubildende nachweisen, dass er  Aufgabenstellungen aus den Gebieten Auslesen, Säubern, Entleeren, Auffüllen und Warten von Automaten lösen kann. Der Auszubildende bearbeitet hierzu schriftliche Aufgaben, die praxisbezogene Fälle darstellen. Hierfür hat er 90 Minuten Zeit.

### Abschlussprüfung
Die Abschlussprüfung besteht aus insgesamt vier Prüfungsbereichen:
1. Prüfungsbereich Automatenbetreuung
2. Prüfungsbereich Automatenbewirtschaftung
3. Prüfungsbereich Kundenkommunikation
4. Prüfungsbereich Wirtschafts- und Sozialkunde

#### Prüfungsbereich Automatenbetreuung
Der Auszubildende soll in diesem Prüfungsbereich nachweisen, dass er
a) den Automatenservice kundenorientiert planen, durchführen, kontrollieren und dokumentieren,
b) die Funktionsfähigkeit von Automaten überprüfen und sicherstellen,
c) technische Kommunikationsmittel anwenden sowie
d) Sicherheit und Gesundheitsschutz bei der Arbeit, Umweltschutz sowie rechtliche Rahmenbedingungen berücksichtigen kann.
Zum Nachweis dieser Kompetenzen muss aus zwei der nachfolgenden Tätigkeiten ausgewählt werden:
- Aufstellen und Anschließen betriebsfertiger Automaten,
- Auslesen, Befüllen und Entleeren,
- Warten und Reinigen von Automaten, einschließlich Austausch von Verschleißteilen,
- Fehlersuche und Beseitigung von Störungen;

Wichtig ist, dass der betriebliche Ausbildungsschwerpunkt dabei zu Grunde gelegt werden soll. Der Auszubildende führt zwei Arbeitsproben durch, für die er insgesamt 90 Minuten Zeit hat.

#### Prüfungsbereich Automatenbewirtschaftung
Der Auszubildende soll in diesem Prüfungsbereich nachweisen, dass er
a) Automatenabrechnungen und Kassenabschlüsse durchführen,
b) Automateneinsatz unter wirtschaftlichen Kriterien bewerten und Optimierungsvorschläge entwickeln,
c) Maßnahmen zur Kundenbindung und zur Kundengewinnung umsetzen sowie
d) den Bedarf an Waren und Ersatzteilen ermitteln kann.
Der Auszubildende bearbeitet in diesem Prüfungsbereich in 90 Minuten schriftliche Aufgaben anhand praxisbezogener Fälle.

#### Prüfungsbereich Kundenkommunikation
Der Auszubildende soll in diesem Prüfungsbereich nachweisen, dass er
a) die situationsgerechte Information und Beratung von Kunden darstellen,
b) Möglichkeiten der Konfliktlösung aufzeigen, sowie
c) Reklamationen und Beschwerden bearbeiten kann.
Der Auszubildende bearbeitet in diesem Prüfungsbereich in 90 Minuten schriftliche Aufgaben anhand praxisbezogener Fälle.

#### Prüfungsbereich Wirtschafts- und Sozialkunde
Der Auszubildende soll in diesem Prüfungsbereich in 60 Minuten nachweisen, dass er allgemeine wirtschaftliche und gesellschaftliche Zusammenhänge der Berufs- und Arbeitswelt darstellen und beurteilen kann.

#### Gewichtung der Prüfungsbereiche
Die Prüfungsbereiche werden wie folgt gewichtet: 
| Automatenbetreuung           | 50 Prozent |
| Automatenbewirtschaftung     | 20 Prozent |
| Kundenkommunikation          | 20 Prozent |
| Wirtschafts- und Sozialkunde | 10 Prozent |

#### Bestehensregelung
Der Auszubildende hat seine Abschlussprüfung bestanden, wenn die Leistungen
1. im Gesamtergebnis mit mindestens ausreichend,
2. im Prüfungsbereich Automatenbewirtschaftung mit mindestens ausreichend,
3. in mindestens zwei der übrigen Prüfungsbereiche mit mindestens ausreichend und
4. in keinem Prüfungsbereich mit ungenügend

bewertet worden sind.
Eine mündliche Ergänzungsprüfung von etwa 15 Minuten Dauer ist in den Prüfungsbereichen Automatenbewirtschaftung, Kundenkommunikation oder Wirtschafts- und Sozialkunde möglich, wenn damit die Abschlussprüfung bestanden werden kann. Voraussetzung ist, dass diese Prüfungsbereiche mit schlechter als ausreichend bewertet wurden. Eine mündliche Ergänzungsprüfung zur Verbesserung der Note ist nicht möglich. 

## Auszeichnungen
Im Sommer 2010 haben die ersten Auszubildenden zur Fachkraft für Automatenservice ihre Abschlussprüfung erfolgreich abgeschlossen. Der beste Auszubildende wurde am 13. Dezember 2010 auf der 5. Nationalen Bestenehrung des DIHK von der Bundesarbeitsministerin Frau von der Leyen geehrt. Er hatte seine Ausbildung mit der Abschlussnote „sehr gut“ abgeschlossen. 2011 erreichte erneut eine Auszubildende die Note „sehr gut“. Sie wurde vom Bundesminister für Wirtschaft und Technologie Philipp Rösler geehrt.